# Arhiducele Johann Salvator de Austria
Arhiducele Johann Salvator de Austria (în italiană Giovanni Salvatore) (25 noiembrie 1852 - presupus că s-a pierdut pe mare în 1890) a fost membru al ramurei de Toscana a Casei de Habsburg-Lorena. A fostr Arhiduce și Prinț de Austria, Prinț al Ungariei, Boemiei și Toscanei. După renunțarea la aceste titluri, a fost cunoscut drept John Orth. A dispărut în 1890 și a fost declarat mort în 1911. 

## Primii ani

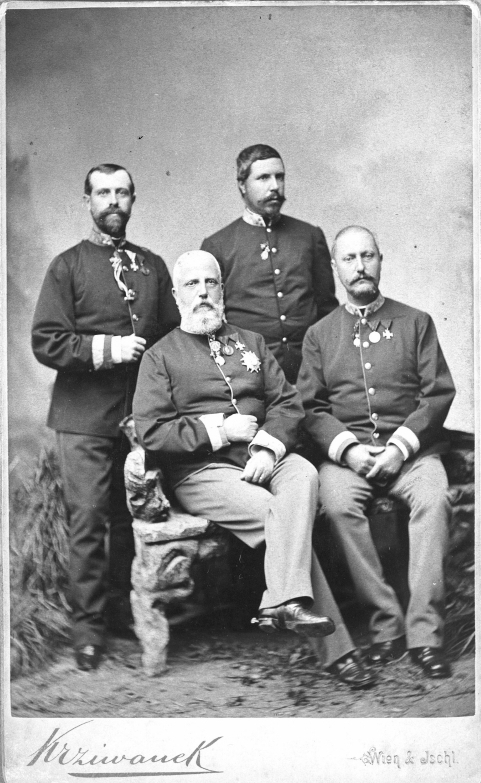
Fiii lui Leopold al II-lea, Mare Duce de Toscana, Arhiduce al Austriei. În picioare, de la stânga la dreapta: Arhiducele Johann Salvator (Orth) (1852-?1890), Ludwig Salvator (1847-1915); jos, de la stânga la dreapta: Ferdinand al IV-lea, Mare Duce de Toscana (1835–1908) și Karl Salvator (1839–1892).

Johann Salvator s-a născut la Florența ca fiul cel mic al lui Leopold al II-lea, Mare Duce de Toscana și a celei de-a doua soții, Prințesa Maria Antonia a celor Două Sicilii. A fost botezat cu numele Giovanni Nepomuceno Maria Annunziata Giuseppe Giovanni Batista Ferdinando Baldassare Luigi Gonzaga Pietro Alessandrino Zanobi Antonino.
A aurmat o carieră în armata austriacă și a fost prieten apropiat cu Rudolf, Prinț Moștenitor al Austriei, cu care împărtășea aceleași puncte de vedere liberale.
După ce Imperiul Otoman a garantat autonomia Bulgariei, Johann Salvator a fost un candidat la tronul Bulgariei. Prințul Alexandru de Battenberg a fost ales Prinț al Bulgariei în 1879. În timpul ocupației austro-ungare pe teritoriul otoman al Bosniei și Herțegovinei în 1878, Johann Salvator a fost la comanda armatei ocupante și a obținut numeroase onoruri.
La 16 octombrie 1889, a demisionat din armată și a renunțat la titlul și privilegiile sale ca membru al familiei imperiale austriece. Și-a ales numele de John Orth. Orth și-a luat numele de la castelulul său, Schloss Orth.

## Dispariția
Johann Salvator s-a căsătorit la Londra cu Milly Stubel, o dansatoare de la Operă și după achiziționarea unui vas numit Santa Margareta, el și soția lui au plecat spre America de Sud. În februarie 1890 a plecat din Montevideo, Uruguay spre Valparaíso în Chile.
Nu s-a mai auzit de el de atunci și se crede că vasul său s-a pierdut la Cape Horn deși au existat zvonuri persistente că a supraviețuit și s-a stabilit în Patagonia. Oficial a fost declarat mort în 1911.